# Pluto
Pluto (IPA: [ˈpluːto] anhörenⓘ) ist der größte und zweitmassivste bekannte Zwergplanet des Sonnensystems und das am längsten bekannte Objekt des Kuipergürtels. Er bewegt sich auf einer noch exzentrischeren Bahn um die Sonne als der Planet Merkur. Sein Volumen entspricht etwa einem Drittel des Erdmondes.
Die astronomischen Symbole des Pluto sind ♇ und ; sie sind heute in der Astronomie selten, in der Astrologie jedoch weit verbreitet. Pluto ist nach dem römischen Gott der Unterwelt benannt. Nach dem Zwergplaneten wiederum wurden die neuen Klassen der Plutoiden und der Plutinos benannt.
Von seiner Entdeckung am 18. Februar 1930 bis zur Neudefinition des Begriffs „Planet“ am 24. August 2006 durch die Internationale Astronomische Union (IAU) galt Pluto als der neunte und äußerste Planet des Sonnensystems. Nachdem immer mehr Plutoiden – also ähnlich große Körper des Kuipergürtels – gefunden worden waren, wurde eine präzisere Begriffsdefinition entwickelt. Seither wird er der Kategorie Zwergplanet zugeordnet und erhielt die Kleinplanetennummer (134340) Pluto.
Im Januar 2006 wurde mit New Horizons erstmals eine Raumsonde zu Pluto ausgesandt; sie passierte ihn am 14. Juli 2015 in 12.500 km Entfernung.

## Umlaufbahn und Rotation

### Bahn
Pluto benötigt für eine Sonnenumrundung 247,94 Jahre. Im Vergleich zu den Planetenbahnen ist die Umlaufbahn Plutos deutlich exzentrischer, mit einer Exzentrizität von 0,2488. Das heißt, der Abstand zur Sonne ist bis zu 24,88 % kleiner oder größer als die große Halbachse.

Die Bahn von Pluto (rot) im Vergleich zu der von Neptun (blau); Objektgrößen nicht maßstabsgerecht. Die hellen Bahnbereiche liegen nördlich der Ekliptik, die dunklen südlich. Die gelbe Strecke verbindet die Sonne mit dem Frühlingspunkt.

Der sonnenfernste Punkt der Plutobahn, das Aphel, liegt bei 49,305 AE, während der sonnennächste Punkt, das Perihel, mit 29,658 AE näher an der Sonne liegt als die viel kreisförmigere Bahn Neptuns. Beide Bahnen verlaufen nicht in derselben Ebene, die Ebene der Plutobahn ist stärker gegen die Ekliptik geneigt als die der Neptunbahn. Die Bahnkurven schneiden sich nicht, der Abstand der beiden Himmelskörper bleibt stets größer als etwa 17 AE. Vom 7. Februar 1979 bis zum 11. Februar 1999 durchlief Pluto zum letzten Mal den Bereich, in dem er der Sonne näher ist als die Neptunbahn. Das Perihel passierte Pluto 1989. Das nächste Aphel wird er im Jahr 2113 erreichen. Dort beträgt die Sonnenstrahlung nur etwa 0,563 W/m². Auf der Erde ist sie 2430-mal so hoch. Vom Pluto aus betrachtet hat die Sonne einen scheinbaren Durchmesser von nur etwa 50″ und sieht damit wie ein blendend heller Stern etwa der −19. Größenklasse aus (150-mal heller als der Vollmond). Sie schwankt während eines Plutojahres um etwa 1,1 Größenklassen.
Wegen Plutos stark exzentrischer Bahn und der unterschiedlichen Albedo seiner zwei Hemisphären ändert sich seine Helligkeit, von der Erde aus gesehen, zwischen 13,8 mag (Erdnähe) und 16,5 mag (Erdferne).
In der Zeit, in der Neptun dreimal die Sonne umrundet, bewegt sich Pluto genau zweimal um die Sonne. Man spricht daher von einer 3:2-Bahnresonanz. Viele Kuipergürtelobjekte befinden sich wie Pluto in einer solchen 3:2-Bahnresonanz mit Neptun, und sie werden deswegen als Plutinos bezeichnet. Dass deren typischerweise sehr exzentrische Umlaufbahnen über Jahrmillionen stabil sind, lässt sich mit Methoden der Himmelsmechanik zeigen.
Pluto galt bis zur Entdeckung vieler anderer, ähnlicher Objekte als ein entwichener Mond des Neptun. Seine ausgeprägt exzentrische und mit 17° stark gegen die Ekliptik geneigte Bahn und geringe Größe ließen das vermuten. Der große Neptunmond Triton soll von Neptun eingefangen worden sein und dabei das ursprüngliche Mondsystem beträchtlich gestört haben: Pluto sei dadurch aus dem Neptunsystem herauskatapultiert worden und die erhebliche Bahnexzentrizität des Neptunmondes Nereid sei entstanden. Für das Einfangen des Triton spricht dessen rückläufiger Umlaufsinn, weshalb das nach wie vor die gängige Theorie für Triton ist. Jedoch wurde die Hypothese des entwichenen Pluto mittlerweile fallengelassen. Die Entdeckung zahlreicher weiterer transneptunischer Objekte im Sonnensystem hat erwiesen, dass Pluto der größte und jedenfalls der hellste Vertreter des Kuipergürtels ist, einer Anhäufung von tausenden Asteroiden und Kometenkernen in einer scheibenförmigen Region hinter der Neptunbahn. Die Entstehungsgeschichte von Pluto ist demnach eng mit der des Kuipergürtels verknüpft, der aus Resten der Bildung des äußeren Planetensystems besteht. Auch Triton soll vor seinem vermuteten Einfang ein Mitglied dieses Gürtels gewesen sein.

### Rotation

Pluto in einer Rotationsanimation

Pluto rotiert in 6,387 Tagen einmal um seine Achse. Die Äquatorebene ist um 122,53° gegen die Bahnebene geneigt, somit rotiert Pluto rückläufig. Seine Drehachse ist damit noch stärker geneigt als die des Uranus. Im Unterschied zum Uranus und zur Venus ist der Grund dafür allgemein ersichtlich, ebenso die Ursache für Plutos im Vergleich zu anderen Himmelskörpern große Rotationsperiode, denn die Eigendrehung des Zwergplaneten ist durch die Gezeitenkräfte an die Umlaufbewegung seines sehr großen Mondes Charon gebunden. Pluto und Charon waren die ersten und über längere Zeit die einzigen bekannten Körper im Sonnensystem mit einer doppelt gebundenen Rotation, bis im Kuipergürtel sowie im Asteroidengürtel ähnlich geartete Systeme gefunden wurden, wie etwa (90) Antiope mit deren Begleiter Antiope B.
Die Bestimmung der Pole erfolgte für den Zwergplaneten so, dass sein Nordpol jener Drehpunkt ist, an dem die Drehung der Oberfläche gegen den Uhrzeigersinn läuft. Durch Plutos retrograden Rotationssinn weist die Achsenrichtung seines Nordpols somit, im Unterschied zu den Planeten, südlich der Ekliptik.

## Aufbau

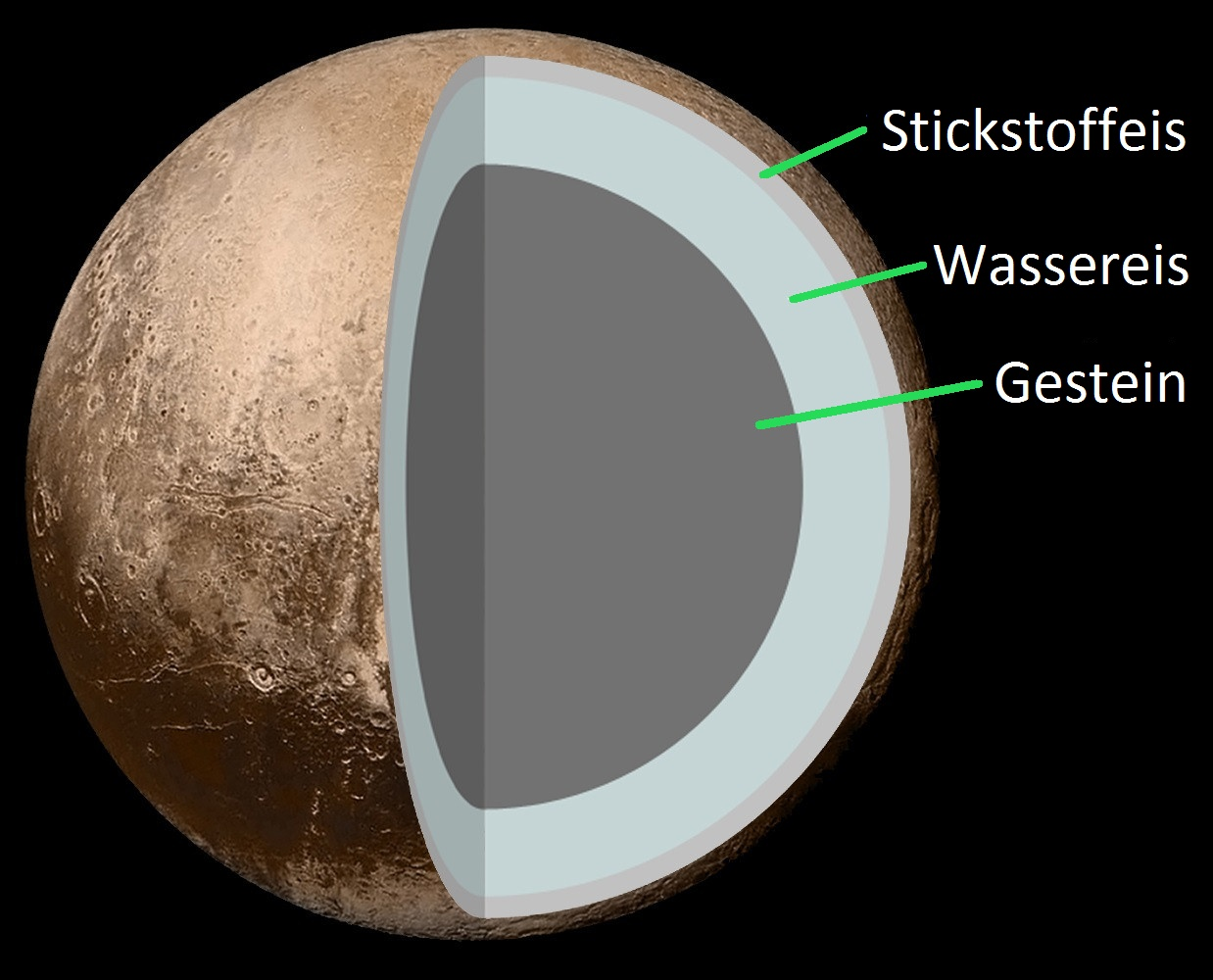
Schalenaufbau von Pluto

Mit einem Durchmesser von lediglich 2374 km ist Pluto deutlich kleiner als die sieben größten Monde im Sonnensystem. Sein Aufbau ähnelt vermutlich dem des größeren und noch kälteren Triton. Er ist von ähnlicher Dichte, besitzt eine sehr dünne Atmosphäre aus Stickstoff, ist ebenso von einer eher rötlichen Färbung, hat Polkappen, und in Richtung des Äquators herrschen dunklere Gebiete vor.

### Innerer Aufbau
Plutos mittlere Dichte beträgt 1,860 g/cm³; bei einer Dichte von rund 2 g/cm³ ist eine Zusammensetzung aus etwa 70 % Gestein und 30 % Wassereis wahrscheinlich.
Nach dem aktuellen Modell von Plutos Aufbau hat sich sein Inneres durch die Wärme von radioaktiven Zerfallsprozessen in eine Kern-Mantel-Struktur differenziert. Der Kern besteht zum größten Teil aus Gestein und misst 70 % von Plutos Durchmesser. Unter der Oberfläche aus vorherrschendem Stickstoffeis wird der Kern von einem Mantel aus Wassereis umhüllt. In der Übergangszone zwischen Kern und Mantel könnte sich durch die inneren Schmelzvorgänge ein möglicherweise heute noch existierender, globaler extraterrestrischer Ozean gebildet haben.

### Oberfläche

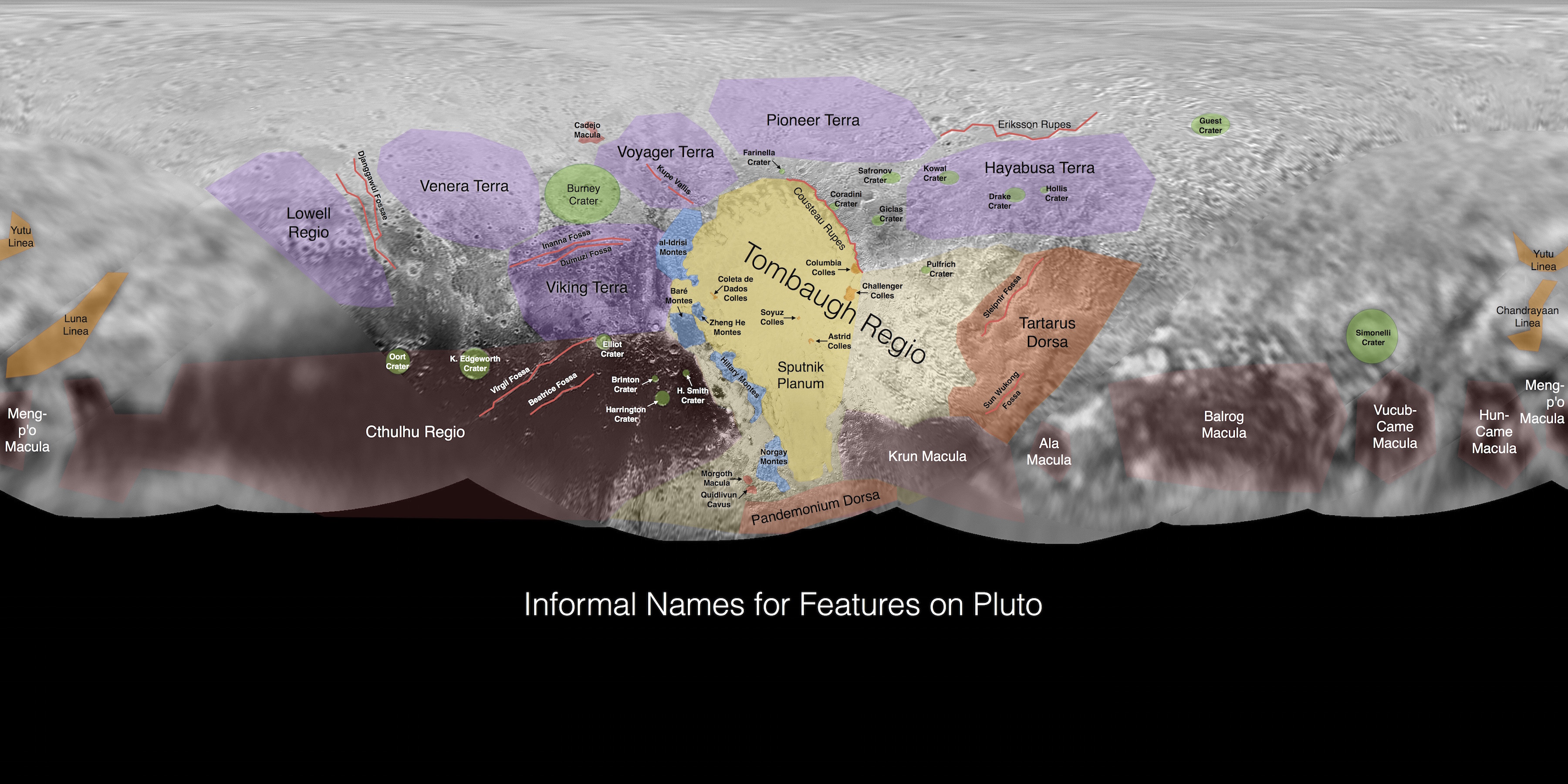
Vorläufige Namen von Oberflächenformationen (Juli 2015)
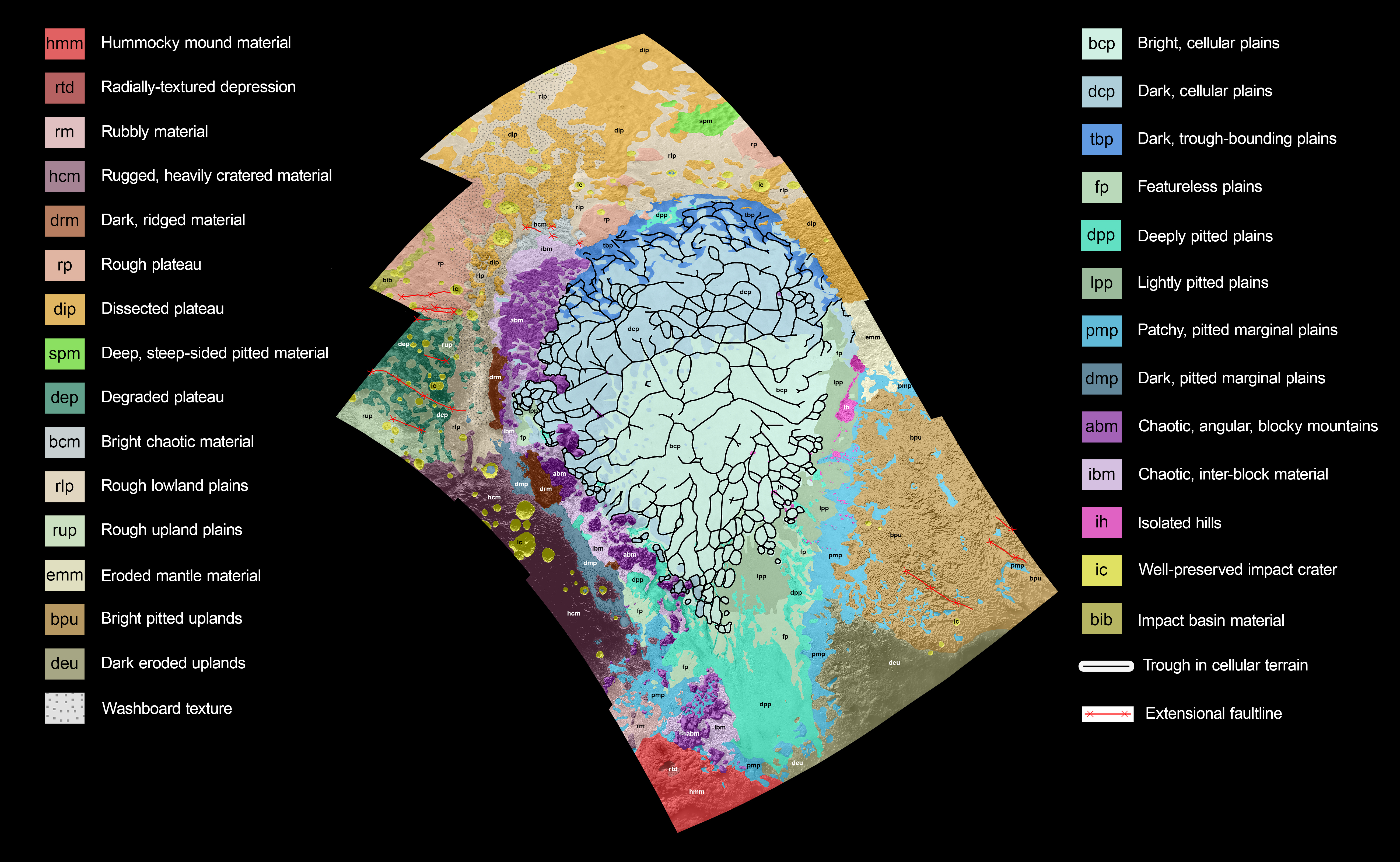
Geologische Karte von Sputnik Planitia und Umgebung, Konvektionszellen schwarz umrandet

Plutos Oberfläche entspricht mit ihrer Größe von 17,6 Millionen Quadratkilometern knapp der Fläche von Südamerika. Sie zeigt nach der des Saturnmondes Iapetus unter allen übrigen Körpern des Sonnensystems die größten Helligkeitskontraste. Das erklärt die ausgeprägten Helligkeitsschwankungen, die schon von 1985 bis 1990 bei Verfinsterungen Plutos durch seinen großen Mond Charon gemessen wurden.
Ab 2004 wurden Pluto und Charon mit dem Spitzer-Weltraumteleskop im thermischen Infrarot beobachtet. Die Lichtkurven zeigten, dass Pluto mit rund 40 Kelvin etwa 10 Kelvin kälter ist als Charon. Ursachen sind eine höhere Albedo, wodurch weniger Sonnenlicht absorbiert wird, und eine größere thermische Trägheit, wodurch die Rotation mehr Wärme auf die Rückseite transportiert.
Durch den Vorbeiflug von New Horizons konnten von Plutos Oberfläche die Nordhalbkugel und die südliche Äquatorialzone abgelichtet werden; über dem Rest herrschte die jahreszeitliche Polarnacht. Die detailreichsten Aufnahmen wurden von den Bereichen gewonnen, die inmitten der vom Mond Charon ständig abgewandten Seite um den 180. Längengrad liegen. Dort fällt eine helle, näherungsweise herzförmige, homogen erscheinende Region auf. Sie liegt zum flächenmäßig größeren Anteil nördlich des Äquators und hat nach dem Entdecker des Plutos, Clyde Tombaugh, den Namen Tombaugh Regio erhalten. Innerhalb der Tombaugh-Region befindet sich ein Bereich, der Sputnik Planitia getauft wurde. Die Sputnik-Tiefebene – benannt nach dem ersten künstlichen Satelliten Sputnik 1 – ist eine sehr große Eisfläche, die die westliche Hälfte der Tombaugh-Region einnimmt. Da sie frei von Einschlagkratern ist, gehen manche Forscher davon aus, dass sie weniger als 100 Millionen Jahre alt und möglicherweise noch in einem Zustand aktiver geologischer Formung begriffen ist. Ihr Anblick erinnert im ersten Moment an gefrorenen Schlamm. Sichtbare Schlieren in diesem Bereich könnten durch Winde verursacht sein. Andere Forscher gehen dabei von einer geologisch inaktiven, alten Oberfläche aus, auf die sich lediglich Vorgänge der Atmosphäre auswirken und niederschlagen. Stickstoffeis fließt in Gletschern aus einem hellen Bereich von Osten her in die Sputnik Planitia. Man nimmt an, dass es zuvor im Zentrum der Sputnik-Ebene verdampft ist und sich östlich der Ebene niedergeschlagen hat, von wo es zurückfließt.
Die auffällige Tombaugh-Region liegt vermutlich nicht zufällig an dem Punkt des Äquators, der von Charon genau abgewandt ist. Nach der bevorzugten Erklärung müssen sie die Fliehkraft von Plutos Rotation und die Gezeitenkraft Charons in diese spezielle Position gebracht haben. Die Sputnik Planitia ist als Tiefebene jedoch von negativer Topologie und käme demnach durch einen Mangel an Masse für eine positive Schwerkraftanomalie, an denen diese Kräfte angreifen könnten, auf den ersten Blick nicht infrage. Bei der Tiefebene handelt es sich vermutlich um ein weniger als 100 Millionen Jahre altes Einschlagbecken, durch dessen durchlöcherten Boden Wasser eines möglichen verborgenen Ozeans eindringen konnte. Die Eisschicht, die das aufgestiegene Wasser gebildet hat, ist zwar dünner als die umgebende Eiskruste, hat aber eine höhere Massendichte, sodass dennoch eine positive Schwerkraftanomalie entstand. Nachfolgende Ablagerungen von Stickstoffeis haben diesen Effekt noch verstärkt.
Am Südrand der Sputnik-Ebene ragen bis in eine Höhe von 3500 Metern die Norgay Montes, benannt nach Tenzing Norgay, neben Edmund Hillary einer der beiden Erstbesteiger des Mount Everest. Etwas weiter nördlich, am Westrand der Sputnik-Ebene, erheben sich die Hillary Montes bis 1500 Meter über ihre Umgebung. Die hohen Berge bestehen aller Wahrscheinlichkeit nach aus Wassereis, da dieses bei den niedrigen Temperaturen hart wie Fels ist. Methan- und Stickstoffeis, die den größten Teil von Plutos Oberfläche bedecken, sind für solche Gebilde nicht stabil genug – obgleich ihr Gewicht auf dem Zwergplaneten nur ein Fünfzehntel dessen beträgt, das sie auf der Erde haben würden. Die Ursache ihrer Entstehung liegt noch völlig im Dunkeln, denn der Zwergplanet steht nicht unter dem gravitativen Einfluss eines noch massereicheren Himmelskörpers, der seine Kruste derart verformen könnte. Im Umfeld der Norgay-Berge befinden sich zwei 3 und 5 Kilometer hohe Erhebungen, Wright Mons und Piccard Mons, mit zentralen Einsenkungen, wahrscheinlich Eisvulkane.
In der östlichen Nachbarschaft der Tombaugh-Region liegt die Region Tartarus Dorsa – benannt nach dem Tartarus in der griechischen Mythologie, dem tiefsten Teil der Unterwelt. Das Terrain dieser Bergrücken erhielt wegen seines sonderbaren Reliefs von den Bildauswertern den Spitznamen „Schlangenhaut“. Die zerklüfteten Tartarus-Bergrücken erstrecken sich über Hunderte von Kilometern und werden von annähernd parallel verlaufenden Rillen durchzogen, die durch tektonische Bewegungen entstanden sein könnten. Die Rücken sind von klingenartigen Graten überzogen, die sich möglicherweise über längere Zeit durch flüchtiges und wiederholt gefrorenes Material herausgebildet haben.
Auf der mit der höchsten Auflösung aufgenommenen Hemisphäre wurden 1070 Einschlagkrater gezählt. Sie zeigen sehr verschiedene Erhaltungszustände. Die Gebiete mit der höchsten Kraterdichte werden auf ein Alter von vier Milliarden Jahren geschätzt.
Für die Benennung von Plutos Formationen hat die IAU im Rahmen ihrer Nomenklatur die Möglichkeiten auf mythologische Namen für die Unterwelt und mit ihr verbundene Götter, Zwerge, Heroen und Entdecker, auf Raumfahrzeuge sowie auf Schriftsteller, Wissenschaftler und Ingenieure, die mit Pluto und dem Kuipergürtel in Verbindung gebracht werden, eingeschränkt. Die ersten Namen wurden am 21. September 2017 offiziell bestätigt.

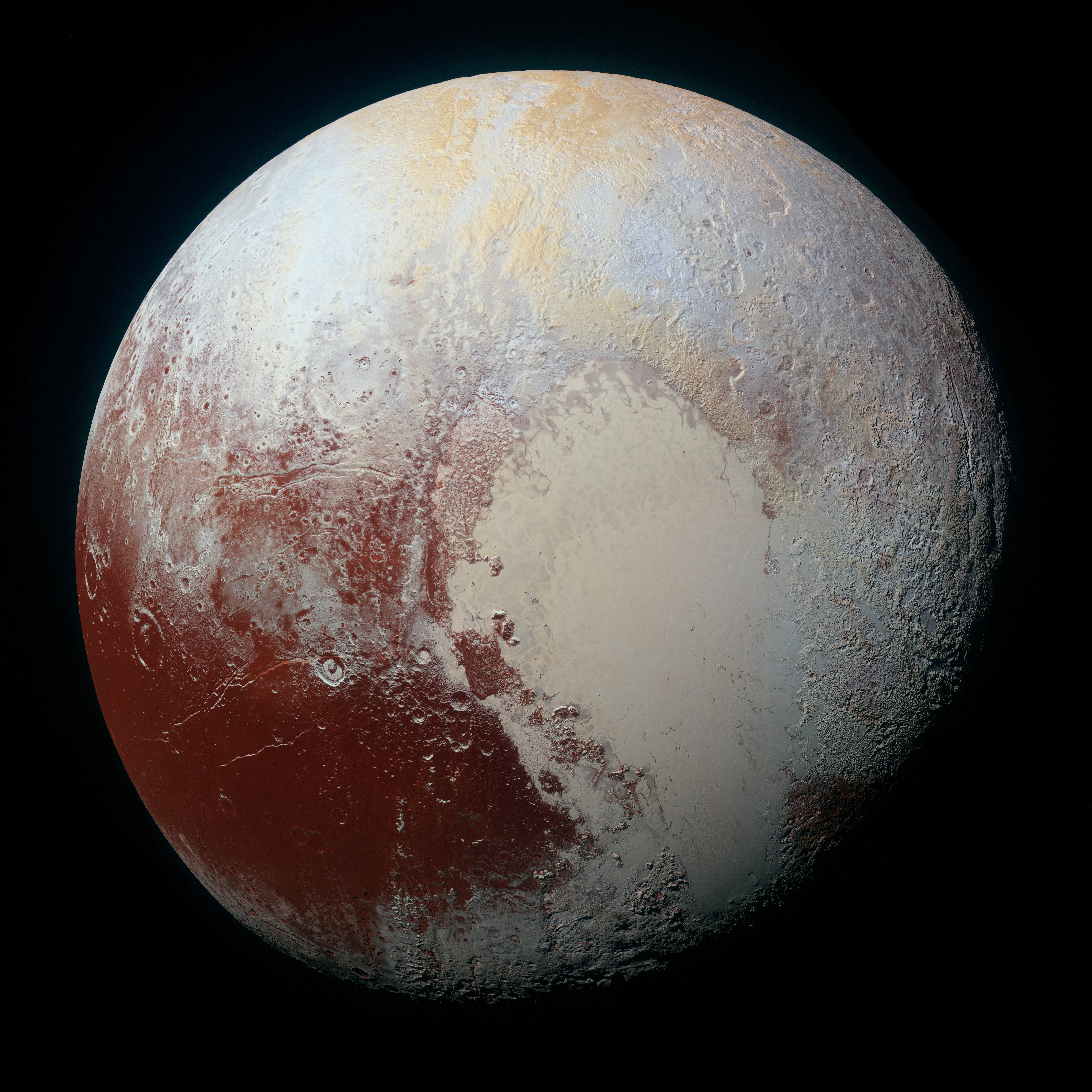
Pluto in der besten Auflösung, kontrastverbessert, farbverstärkt und um Infrarot erweitert
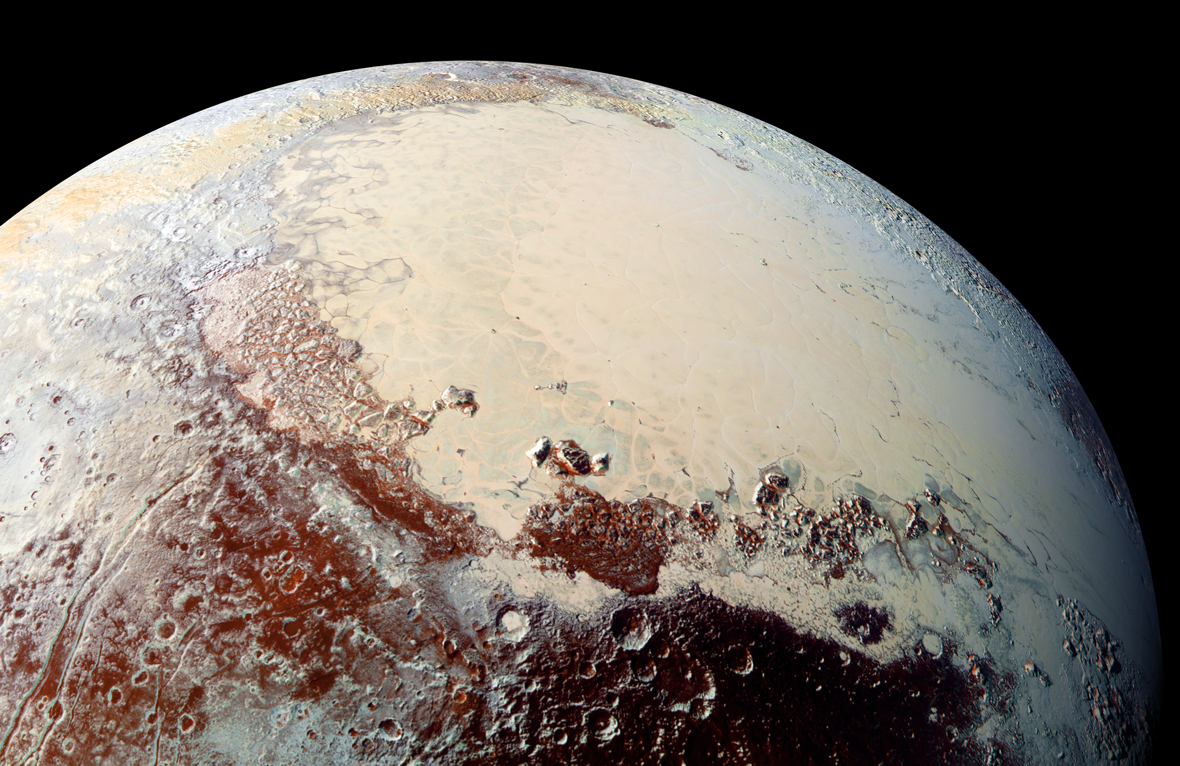
Aufnahme aus einem anderen Winkel, kontrastverbessert, farbverstärkt und um Infrarot erweitert
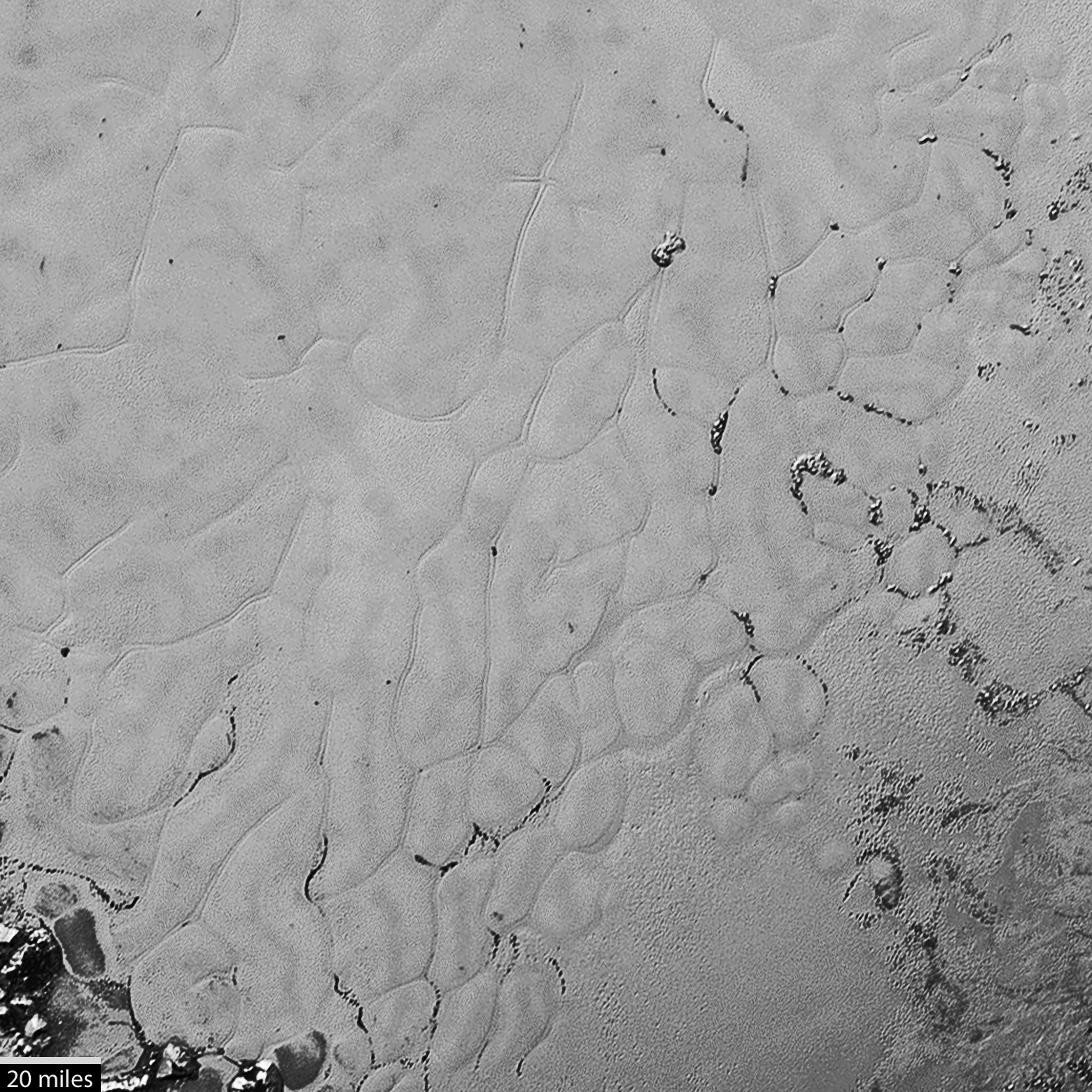
Ein Ausschnitt der Sputnik-Ebene (Kontext)
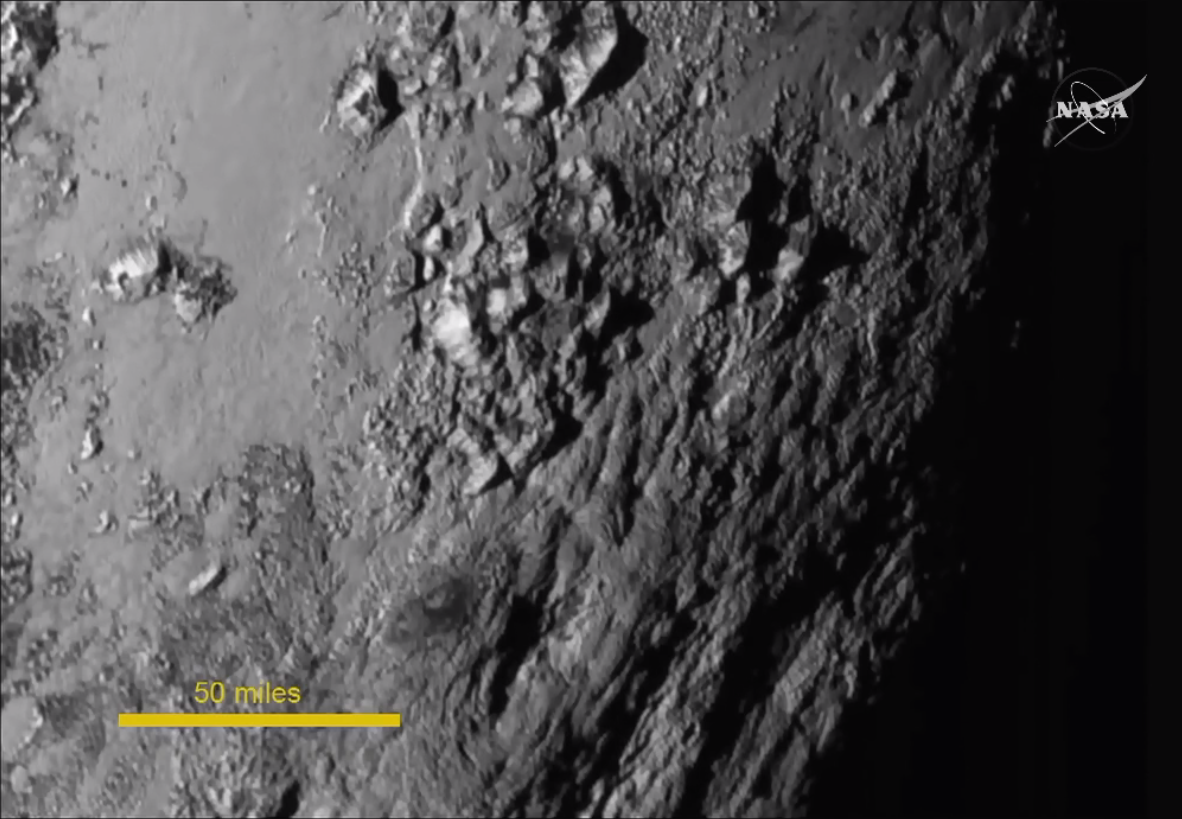
Die Norgay-Berge und ihre Umgebung mit Wright Mons, einem der wahrscheinlichen Eisvulkane (unterhalb der Bildmitte)
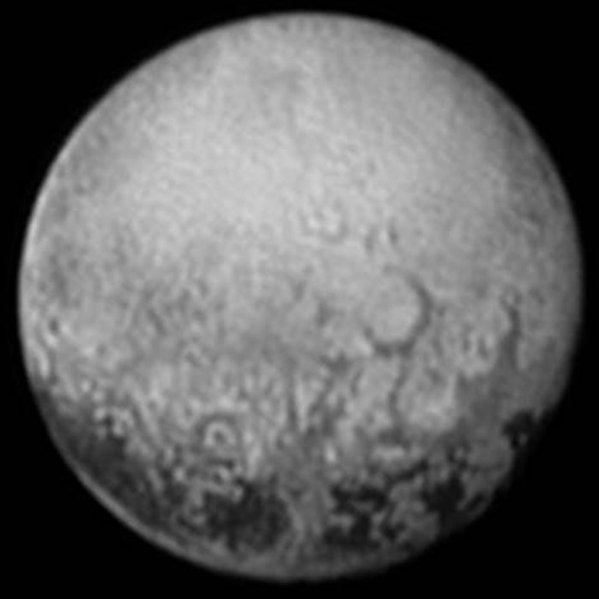
Die charonnahe Seite von Pluto
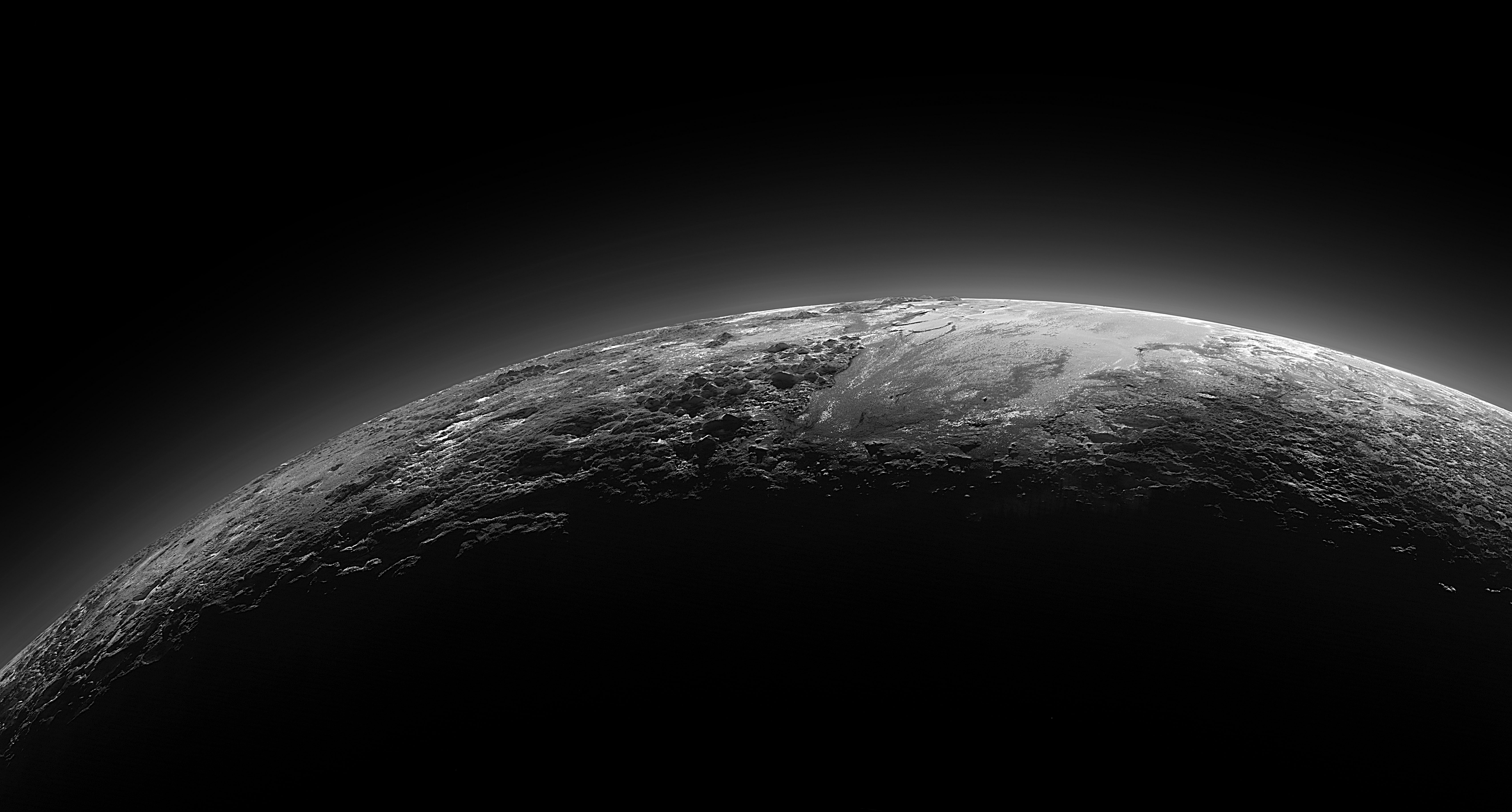
Plutos Oberfläche mit Bergen in Dunst und Nebel im Gegenlicht
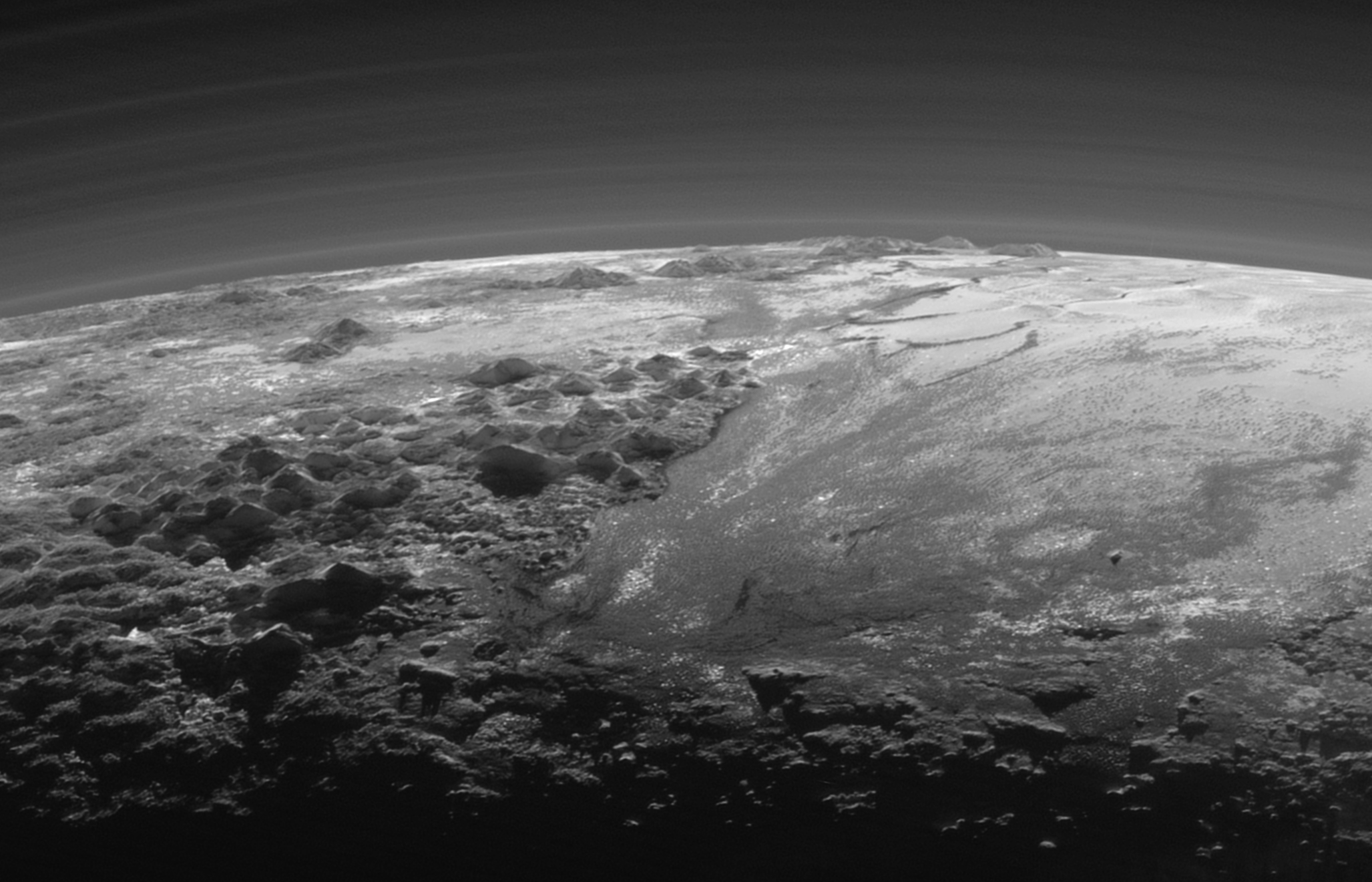
Die Sputnik-Ebene und die Norgay-Berge

### Atmosphäre

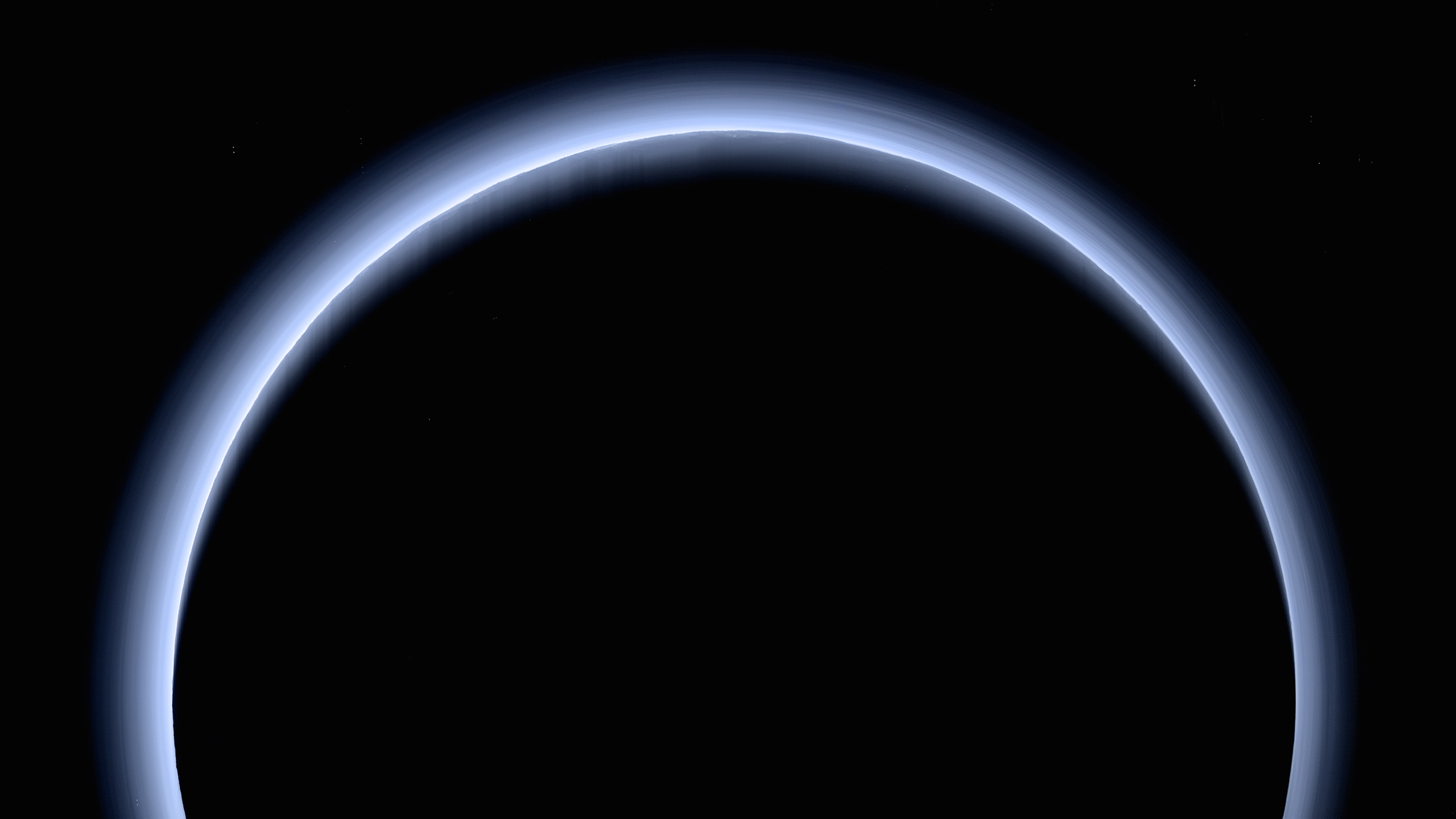
Ein nahezu farbechtes Bild von Pluto aus seinem Schatten heraus. Zahlreiche Schichten blauen Dunstes schweben in Plutos Atmosphäre. Entlang und in der Nähe seines Randes sind Berge und deren Schatten sichtbar. (New Horizons, 14. April 2015).

Plutos sehr dünne Atmosphäre besteht zum größten Teil aus Stickstoff, außerdem aus etwas Kohlenstoffmonoxid und etwa 0,5 % Methan. Nach Messungen am James Clerk Maxwell Telescope war die Atmosphäre im Jahr 2011 3000 km hoch und das in ihr enthaltene Kohlenstoffmonoxid hatte eine Temperatur von −220 °C. Der atmosphärische Druck an Plutos Oberfläche beträgt laut der US-Weltraumbehörde NASA etwa 0,3 Pa und laut der Europäischen Südsternwarte (ESO) um 1,5 Pa. Vermutungen über das Ausfrieren der Plutoatmosphäre nach der Passage des sonnennäheren Bahnbereiches konnten bislang nicht bestätigt werden. Aus dem Vergleich spektroskopischer Messungen von 1988 und 2002 wurde sogar eine geringe Ausdehnung der Gashülle abgeleitet. Auch eine doppelt so große Masse wird vermutet.
Nach Absorptionsmessungen der New-Horizons-Mission reicht die Atmosphäre bis in eine Höhe von 1600 Kilometern.
Wie die ESO am 2. März 2009 mitteilte, existiert auf Pluto größtenteils eine durch das atmosphärische Methan verursachte Inversionswetterlage, wodurch die Temperatur um 3 bis 15 K je Höhenkilometer zunimmt. In der unteren Atmosphäre beträgt die Temperatur −180 °C und in der oberen −170 °C, während am Boden etwa −220 °C herrschen. Es wird vermutet, dass dieser niedrige Wert unter anderem durch die Verdunstung von Methan verursacht wird, das vom festen in den gasförmigen Zustand übergeht.
Neuerlich nachgewiesen wurde das Vorhandensein einer Atmosphäre am 29. Juni 2015 mit Hilfe des Stratosphären-Observatoriums für Infrarot-Astronomie, als der Stern UCAC 4347-1165728, von der Erde aus gesehen, von Pluto 90 Sekunden lang bedeckt wurde. Jedoch zeigen die ersten Daten von New Horizons, dass es eine Diskrepanz gibt zwischen dem von der Sonde gemessenen Atmosphärendruck und dem von der Erde beobachteten und errechneten Atmosphärendruck. Der bisherige Atmosphärendruck wird bei der Erdbeobachtung in etwa 50 bis 75 km Höhe gemessen und unter ungesicherten Annahmen auf die Plutooberfläche heruntergerechnet. So erhält man einen Druck von 2,2 Pa, während New Horizons direkt auf der Oberfläche messen konnte und so einen Wert von 0,5 Pa erhielt.
Nach ersten Bildern des Vorbeiflugs entdeckte New Horizons in der Plutoatmosphäre Aerosole bis in 130 km Höhe. Diese konzentrieren sich hauptsächlich auf zwei Nebelschichten, die erste etwa 50 km über Boden und die zweite in etwa 80 km Höhe. Inzwischen sind über 12 Nebelschichten bekannt, wobei die erste sich in unmittelbarer Bodennähe befindet. Außerdem verliert die Plutoatmosphäre fortwährend Stickstoff, der ionisiert vom Sonnenwind weggeblasen wird.

## Monde
Von Pluto sind fünf natürliche Satelliten bekannt. Ihre Umlaufbahnen sind annähernd kreisförmig und zueinander komplanar. Sie liegen in Plutos stark geneigter Äquatorebene, nicht in seiner Bahnebene. Zur Umlaufperiode des dominierenden Charon sind die Umlaufperioden der übrigen, äußeren Monde annähernd resonant; die Verhältnisse betragen rund 1:3:4:5:6.

Pluto und Charon umkreisen einander (Grafik). Das Baryzentrum (weißer Punkt in der Mitte) liegt außerhalb von Pluto.

Mit Charon hat Pluto einen verhältnismäßig großen Mond, daher wird mitunter vom „Doppelsystem Pluto-Charon“ gesprochen. Das Größenverhältnis ist noch geringer als das des Erde-Mond-Systems und beträgt in Bezug auf den Durchmesser weniger als 2:1. Bedingt durch das Massenverhältnis von gut 8:1 und einen Abstand von knapp 15 Plutoradien liegt der gemeinsame Schwerpunkt, das Baryzentrum des Systems, außerhalb von Pluto. Damit umkreisen Charon und Pluto einander.
Die vier kleineren Trabanten bewegen sich näherungsweise um den gemeinsamen Schwerpunkt von Pluto und Charon, daher ist auf lange Sicht wahrscheinlich bei allen die Umlaufbahn nicht vorhersagbar (Dreikörperproblem). Durch die ungleichförmig zusammenwirkenden Gravitationsfelder von Pluto und Charon haben sie auch keine gebundene Rotation wie Charon; zudem sind ihre Rotationsachsen sehr stark geneigt und ihr Rotationsverhalten ist über längere Zeit hinweg ebenfalls nicht konstant. Die Gestalt von Kerberos und Hydra spricht für eine Verschmelzung von jeweils zwei kleineren Körpern.
Die Entstehung der Plutomonde wird nach dem Vorbild der Kollisionstheorie zur Entstehung des Erdmondes durch den streifenden Zusammenstoß von Pluto mit einem anderen großen Körper des Kuipergürtels erklärt, durch den Trümmer in Umlaufbahnen um Pluto gerieten, aus denen sich dort die Monde bildeten. Diese gängige Theorie wurde schon für Charon vor der Entdeckung der vier kleinen herangezogen. Für eine gemeinsame Entstehung aller Plutomonde sprechen die komplanaren Bahnen mit den annähernd resonanten Umlaufzeiten sowie die farblich einheitlichen Oberflächen. Bei einem Einfang wäre eher eine unterschiedliche Färbung zu erwarten gewesen.
Pluto und seine Monde sind im Kuipergürtel einem dauernden Bombardement von Minimeteoriten ausgesetzt, die Staub- und Eispartikel aus den Oberflächen herausschlagen. Während die Gravitation von Pluto und Charon dafür sorgt, dass alle Trümmerstücke auf die Himmelskörper zurückfallen, reicht die Anziehungskraft der kleineren Monde dafür nicht aus. Daher vermuten die Wissenschaftler, dass diese in astronomischen Zeiträumen durch weitere Einschläge so viel Material verlieren, dass sich allmählich ein Staubring um Pluto bilden wird.
Die Entdeckung weiterer Plutomonde kam unerwartet, da jenseits des Neptuns bis dahin kein Himmelskörper mit mehr als einem Satelliten beobachtet worden war; jedoch wurde bereits einen Monat später auch bei (136108) Haumea ein zweiter Mond gefunden. Da Pluto und Charon mit einiger Berechtigung als Doppel(zwerg)planet aufgefasst werden können, kann man Nix und Hydra auch als ersten Nachweis für zirkumbinäre Satelliten mit einigermaßen stabilen Bahnen in einem Doppelsystem sehen.
Mit New Horizons wurde vor dem Vorbeiflug aus Sicherheitsgründen nochmals intensiv nach Trabanten und Staubringen gesucht; es konnten jedoch keine weiteren Plutomonde entdeckt werden. Sollte es sie dennoch geben, könnten sie höchstens etwa ein Viertel der Helligkeit des kleinen, dunklen Kerberos haben.
| Name     | Entdeckung | Objekt | Objekt               | Objekt          | Bahnparameter          | Bahnparameter     | Bahnparameter   | Bahnparameter | Helligkeit | Helligkeit | Helligkeit |
| Name     | Entdeckung | Bild   | Durchmesser (km)     | Masse (1018 kg) | Große Halb- achse (km) | Umlaufzeit (Tage) | Exzen- trizität | Inkli- nation | Max.       | Ø          | Min.       |
| -------- | ---------- | ------ | -------------------- | --------------- | ---------------------- | ----------------- | --------------- | ------------- | ---------- | ---------- | ---------- |
| Charon   | 1978       |        | 1212                 | 1587            | 17 536 ± 3*            | 06,387 230        | 0,002 2         | 0,001°        | 15,8m      | 16,8m      | 18,3m      |
| Nix      | 2005       |        | ≈ 49,8 × 33,2 × 31,1 | ≤ 0,09          | 48 690 ± 3*            | 24,854 800        | 0,000 00        | 0,0°          | 23,3m      | 24,4m      | 24,9m      |
| Hydra    | 2005       |        | ≈ 50,9 × 36,1 × 30,9 | ≤ 0,09          | 64 721 ± 3*            | 38,202 100        | 0,005 54        | 0,3°          | 22,9m      | 24,0m      | 25,2m      |
| Kerberos | 2011       |        | ≈ 12 × 4,5           | ≤ 0,03          | 57 750 ± 3*            | 32,167 900        | 0,000 00        | 0,4°          | 25,7m      | 26,8m      | 28,1m      |
| Styx     | 2012       |        | ≈ 16 × 9 × 8         | 0,007 5         | 42 656 ± 78            | 20,161 550        | 0,000 01        | 0,0°          | 26,6m      | 27,7m      | 29,0m      |

Bemerkung
- Max.:  Pluto-Perihel, Konjunktion, hellste Seite der Erde zugewandt
Min.:  Pluto-Aphel, Opposition, dunkelste Seite der Erde zugewandt

## Erforschung

### Entdeckung
Die Entdeckungsgeschichte des Pluto ähnelt in gewisser Weise der des gut 83 Jahre zuvor gefundenen Neptun. Bei beiden Himmelskörpern wurde versucht, ihre Entdeckung anhand von Bahnstörungen des Nachbarplaneten vorherzusagen. Im Falle Plutos gilt das tatsächliche Auffinden eines Objektes im entsprechenden Suchgebiet jedoch letztlich als reiner Zufall, da die Masse Plutos für die der Rechnung zugrundeliegenden Störungen nicht ausreicht.
Pluto wurde am 18. Februar 1930 am Lowell-Observatorium durch Vergleiche einiger Himmelsaufnahmen am Blinkkomparator nach rund 25-jähriger Suche entdeckt, allerdings nicht an genau der vorausgesagten Position. Der junge Entdecker Clyde Tombaugh war erst kurz zuvor für die fotografische Suche nach dem legendären Transneptun angestellt worden. Der Marsforscher Percival Lowell hatte seit 1905 selbst nach einem solchen Himmelskörper gesucht und das Lowell-Observatorium finanziert. Wie sich später herausstellte, war auf zwei der fotografischen Platten, die Lowell 1915 angefertigt hatte, Pluto bereits zu erkennen. Da Lowell nach einem viel helleren Objekt Ausschau hielt, war ihm diese Entdeckung entgangen.
Die Entdeckung wurde der äußerst interessierten Öffentlichkeit am 13. März 1930 verkündet, dem 149. Jahrestag der Entdeckung des Uranus durch William Herschel 1781 und dem 75. Geburtstag von Percival Lowell, der bereits 1916 verstorben war.
Nun suchte man nach einem passenden Namen. Das Vorrecht der Namensgebung lag beim Lowell-Observatorium. Dort traf recht bald eine große Menge an Vorschlägen ein. Der Name des Herrschers der Unterwelt für diesen Himmelskörper so fern der Sonne wurde von Venetia Burney vorgeschlagen, einem elfjährigen Mädchen aus Oxford, das sich sehr für klassische Mythologie interessierte. Von der Meldung über die Entdeckung und Namenssuche in der Times erfuhr sie durch ihren Großvater, Falconer Madan, schon am Morgen nach der Verkündung der Entdeckung. Er war pensionierter Bibliothekar der Bodleian Library und fand ihren Vorschlag so gut, dass er davon Herbert Hall Turner, einem befreundeten Astronomen und Professor für Astronomie an der Universität Oxford, erzählte. Über diesen gelangte er per Telegramm am 15. März an das Lowell-Observatorium, wo er im Mai desselben Jahres angenommen wurde. Nach dem Reglement der IAU hatte die Namensgebung nach mythologischen Gesichtspunkten zu erfolgen. Venetias Großonkel Henry Madan, Science Master am Eton College, hatte schon die Namen Phobos und Deimos für die Monde des Mars vorgeschlagen. Der Namensvorschlag Pluto für den gesuchten neunten Planeten kam erstmals bereits 1919 von dem französischen Arzt und Amateurastronomen P. Reynaud, doch daran konnte sich 1930 außerhalb von Frankreich anscheinend kaum mehr jemand erinnern. Für den Autor Richard Buschick galt jedoch nur drei Jahre vor Plutos Entdeckung dessen zukünftiger und heutiger Name schon als gegeben. Bei der letztendlichen, offiziellen Namenswahl dürfte auch eine Rolle gespielt haben, dass sich das astronomische Symbol aus den Initialen Lowells zusammensetzen ließ. Zuvor war von seiner Witwe schon Percival, Lowell und sogar ihr eigener Name Constance vorgeschlagen worden.
Wegen seiner relativen Nähe und Größe wurde Pluto mehr als 60 Jahre früher entdeckt als das nächste eigenständige transneptunische Objekt: (15760) Albion. Über die seinerzeit festgestellten Bahnabweichungen von Neptun und Uranus wird mittlerweile vermutet, dass sie nur durch eine kleine, unvermeidliche Messabweichung vorgetäuscht wurden. Außerdem wurde die Masse von Neptun vor dem Vorbeiflug von Voyager 2 falsch eingeschätzt. Seit die genaue Masse von Neptun bekannt ist, können die Bahnen der äußeren Planeten gut erklärt werden, das heißt, ein weiterer Planet müsste sehr viel weiter entfernt sein.

### Erdgebundene Erforschung
Mit seinem Winkeldurchmesser von weniger als 0,1″ entzog sich Pluto lange Zeit einer direkten Bestimmung seines Durchmessers, da er im Fernrohr nur als Punkt zu erkennen war. Bis in die 1960er Jahre hinein wurde sein Durchmesser mit 14.000 km postuliert, damit man die Bahnstörungen von Neptun halbwegs erklären konnte, die eine Masse von 2 bis 11 Erdenmassen erforderten, allerdings auf Rechenfehler und falschen Annahmen beruhten (Pickering und Lowell). Um dies mit seiner scheinbaren Helligkeit von 15m zu vereinbaren, wurde Pluto mit einer Albedo von 2 % als extrem dunkles Objekt eingestuft. Kuiper beobachtete im Jahr 1950 Pluto und bestimmte den Scheibchendurchmesser mit 0,23″ ± 0,01″ und damit den Durchmesser mit knapp 6000 km. Unklar ist die Quelle der Genauigkeit und warum der 0,58″ entfernte Charon nicht erkannt wurde. Eine Sternbedeckung im Jahr 1966 (Halliday u. a.) ließen sich nur mit einem Durchmesser von maximal 6800 km vereinbaren. Weitere Zweifel kamen 1976 durch spektroskopische Untersuchungen von Dale P. Cruikshank, David Morrison und Carl B. Pilcher, die durch charakteristische Absorptionslinien auf Methaneis und ein eher sehr helles Objekt mit einer Albedo von eher 50 bis 80 % hinwiesen und damit nur noch Durchmesser von weniger als 3000 km zuließen. Mit der Entdeckung von Charon im Jahr 1978 und den in den Jahren 1985 bis 1990 erfolgten Bedeckungen von Pluto durch Charon wurde der Durchmesser weiter auf 2306 km korrigiert, Werte die im Wesentlichen 1994 durch das Hubble-Weltraumteleskop (HST) mit 2390 km bestätigt wurden. Seit New Horizon ist der Durchmesser mit 2370 km ziemlich genau bekannt.

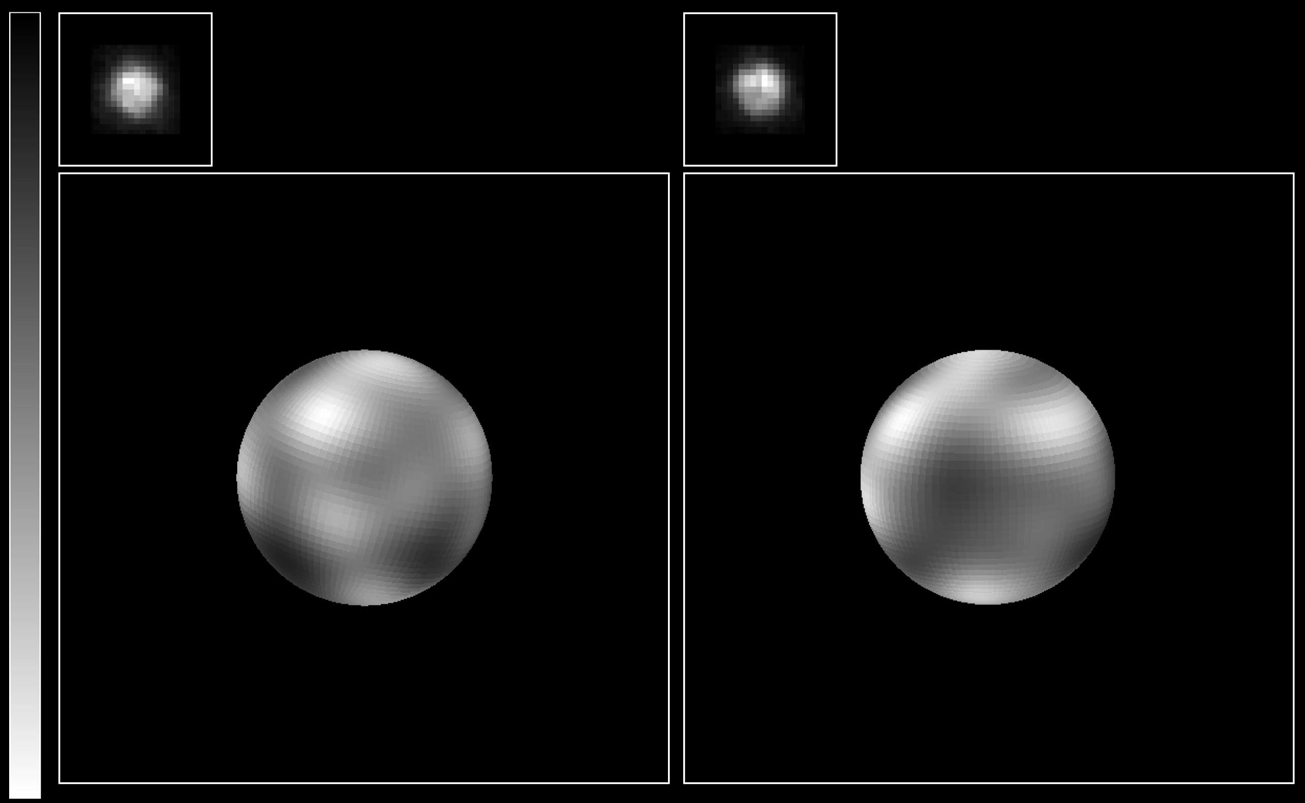
Die beiden Hemisphären des Pluto in der bestmöglichen Auflösung des HST von 1994 und die daraus errechneten Oberflächenkontraste

Pluto in Rotation. Computerberechnete Einzelbilder von 2010.

Mit der Entwicklung leistungsstarker Teleskope mussten Durchmesser und Masse des Pluto kontinuierlich nach unten revidiert werden, zunächst um 1950 nach Messungen der Sternwarte Mount Palomar auf halbe Erdgröße. Bald scherzte man, dass Pluto bei Extrapolation der Messwerte wohl bald völlig verschwinden werde. Unkonventionelle Theorien wurden postuliert: Pluto sei in Wirklichkeit groß, man sehe aber nur einen kleinen, hellen Fleck auf der Oberfläche. Der Astronom Fred Whipple errechnete erstmals eine genaue Umlaufbahn. Dazu konnten Fotoplatten herangezogen werden, auf denen sich Pluto bis in das Jahr 1908 zurückverfolgen ließ. Die Entdeckung des Mondes Charon im Jahr 1978 ermöglichte dann eine genaue Massebestimmung mittels der Gravitationsdynamik des Systems. Von 1985 bis 1990 kam es zu wechselseitigen Bedeckungen zwischen den beiden, mit denen der Durchmesser von Pluto schließlich auf 2390 km bestimmt wurde. Spätere Messungen mit adaptiver Optik, mit dem Hubble-Weltraumteleskop und bei Bedeckungen von Sternen haben Werte von etwa 2280 bis 2320 km ergeben. Aufnahmen der Raumsonde New Horizons ergaben im Juli 2015 einen Durchmesser von 2370 km.
Kombinationen von Aufnahmen mit dem Hubble-Weltraumteleskop haben gezeigt, dass Plutos Nordhemisphäre in den Jahren 2002 und 2003 heller geworden ist und der Zwergplanet insgesamt rötlicher wirkt.
Die NASA veröffentlichte 1994 die ersten globalen Bilder von Pluto, bei denen Aufnahmen des Hubble-Weltraumteleskops zu einer Oberflächenkarte verrechnet wurden. Mit sehr großem Aufwand generierten Wissenschaftler um Marc W. Buie 2010 eine Oberflächenkarte von Pluto, die für gut fünf Jahre die genaueste Karte des Zwergplaneten war. Dafür verwendeten sie 384 nur wenige Pixel große Aufnahmen des Hubble-Weltraumteleskops, die zwischen 2002 und 2003 erstellt worden waren. Mittels Dekonvolution und weiterer ausgefeilter Algorithmen wurde daraus innerhalb von 4 Jahren auf 20 Computern eine Oberflächenkarte von Pluto errechnet.

### Erforschung mit Raumsonden

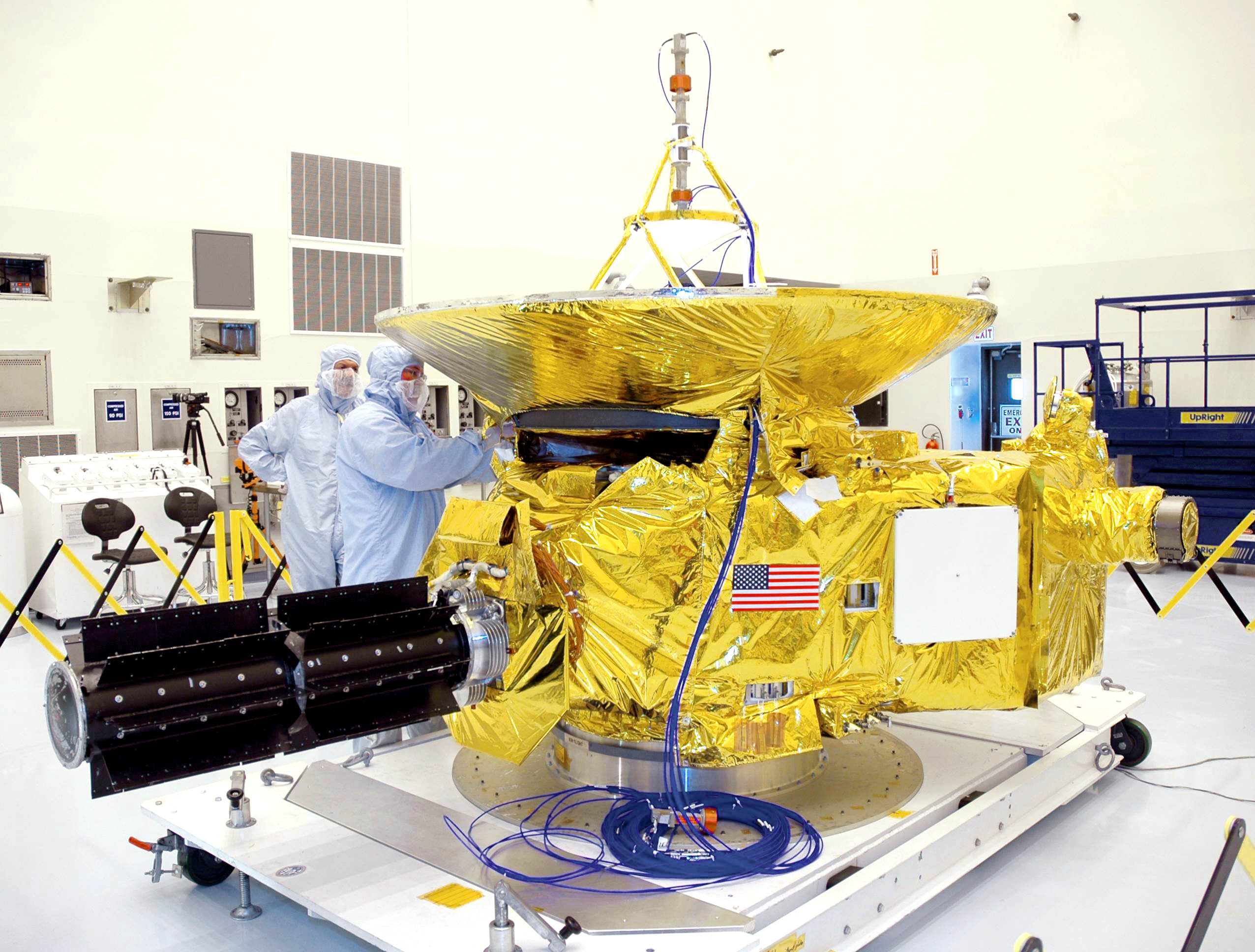
New Horizons bei den Startvorbereitungen

Von 1977 bis 1979 gab es mehrere günstige Startfenster für eine Pluto-Raumsonde. Voyager 1 hätte nach ihrem Vorbeiflug am Saturn mittels Swing-by eine günstige Flugbahn zum Pluto einnehmen können, der Zwergplanet hätte sich dann bei der Ankunft im Jahr 1986 fast an seinem sonnennächsten Punkt befunden. Man entschied sich aber für eine andere Route, die Voyager 1 möglichst nah am Saturn-Mond Titan vorbeifliegen ließ. Das Ziel war, Fotos von dessen Oberfläche anzufertigen, was aber schließlich durch seine zuvor unbekannte Wolkenschicht verhindert wurde. Der Pluto als Sekundärmission schien damals deutlich uninteressanter, denn man ging damals noch davon aus, dass er über keine Atmosphäre verfügt. Der Mond Charon wurde erst ein Jahr später entdeckt, sonst wäre das Interesse an einer Erforschung wohl größer gewesen.
Ab Beginn der 1990er Jahre plante die NASA dann unter dem Namen „Pluto Fast Flyby“ eine rasche Vorbeiflug-Mission zum Pluto, bevor seine dünne Atmosphäre ausfriert – seinen sonnennächsten Bahnpunkt hatte Pluto schon 1989 durchschritten und wird ihn erst 2247 wieder erreichen. Zeitweise war geplant, zwei Sonden zu verwenden, um beide Seiten von Pluto und Charon untersuchen zu können. Nachdem erste Konzepte an technischen Schwierigkeiten sowie an mangelnder Finanzierung gescheitert waren, wurde 2001 die Umsetzung der nun „New Horizons“ genannten Mission im Rahmen des New-Frontiers-Programms genehmigt. Die Raumsonde startete am 19. Januar 2006 und flog am 14. Juli 2015 an Pluto und Charon vorbei. Aufnahmen der Sonde im April 2015 übertrafen bereits die des Hubble-Teleskops. Es wurden
- globale Karten des Zwergplaneten und seines Mondes erstellt, mit spektraler Auflösung im Sichtbaren und IR,
- die Atmosphäre des Pluto in Transmission studiert, mit spektraler Auflösung im UV-Bereich,
- Hochauflösungsfotos mit bis zu 25 m pro Pixel Auflösung gewonnen,
- das elektrische und magnetische Feld sowie Ionen, Neutralteilchen und Staub gemessen.

Die komplette Übertragung aller Daten dauerte länger als 15 Monate und endete am 25. Oktober 2016.

## Debatte um Planetenstatus und Aberkennung
Die Diskussion darüber, ob Pluto überhaupt die Bezeichnung „Planet“ verdiene, begann bereits, als man außer seiner stark elliptischen und sehr geneigten Umlaufbahn auch seine geringere Größe erkannt hatte. Nachdem im September 1992 mit 1992 QB1 nach Pluto und Charon das dritte transneptunische Objekt gefunden worden war, entdeckten die Astronomen ein Jahr später binnen vier Tagen vier weitere Plutinos. Damit steigerte sich die Debatte um Plutos Status. Der Vorschlag von Brian Marsden vom MPC aus dem Jahr 1998, Pluto einen Doppelstatus zu verleihen und ihn zusätzlich als Asteroiden mit der herausragenden Nummer 10000 einzuordnen, um dadurch einer durch Neuentdeckungen sich ständig ändernden Planetenanzahl vorzubeugen, fand keine Zustimmung.
Im Laufe der Zeit wurden Hunderte weitere Objekte des Kuipergürtels entdeckt, darunter manche von plutoähnlicher Größe. Solch herausragende Entdeckungen, wie vor allem von Eris, wurden von den Medien häufig als „zehnter Planet“ bezeichnet. Mit der ersten wissenschaftlichen Begriffsbestimmung eines Planeten wurde zusammen mit Pluto keines dieser Objekte als solcher bestätigt. Stattdessen wurde von der IAU im Jahr 2006 für derartige Körper die neue Klasse der Zwergplaneten definiert.

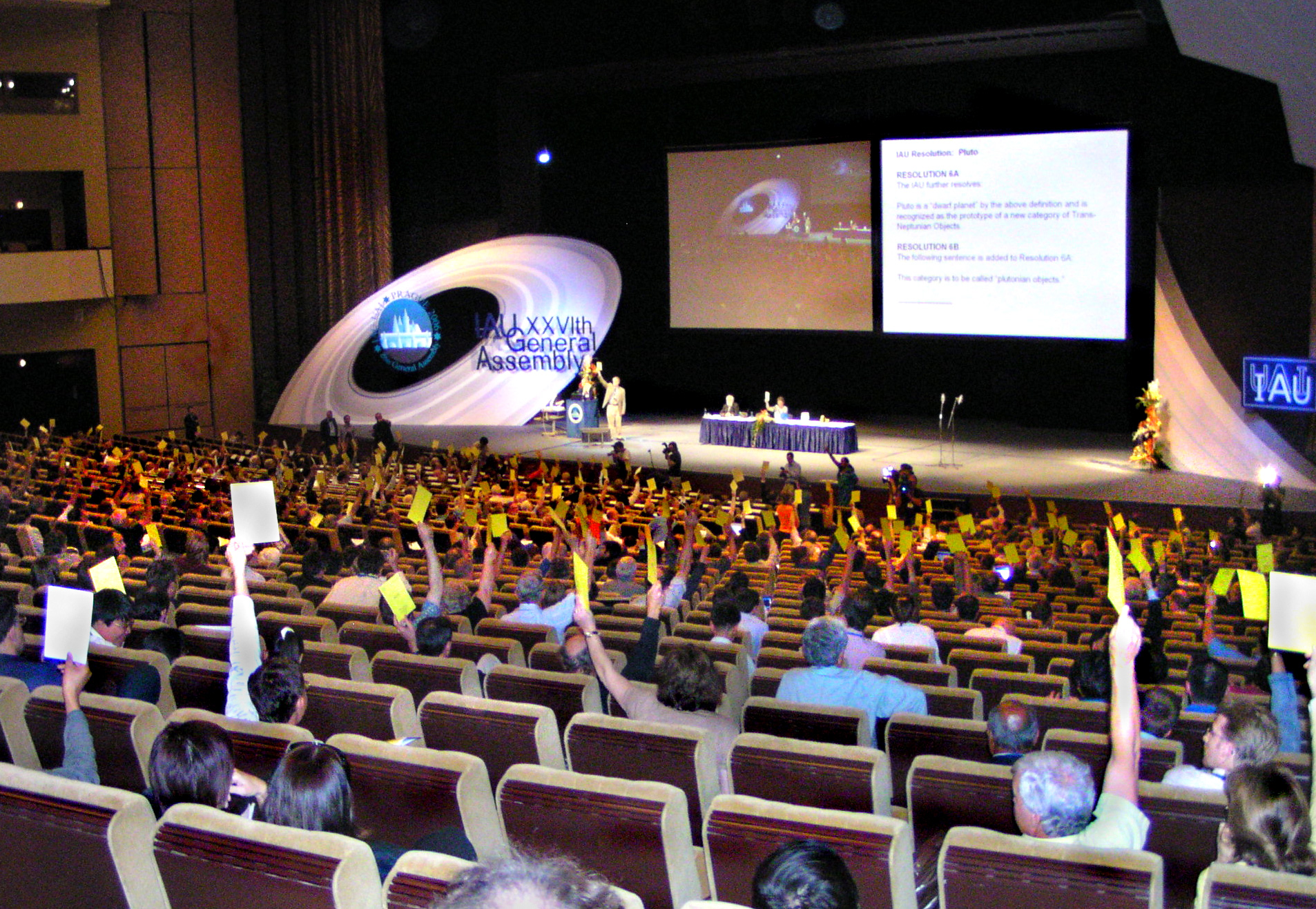
Abstimmung der IAU über die Planetendefinition am 23. August 2006

Die verabschiedete Definition mit dem Zusatz, nach der ein Körper nur dann ein Planet ist, wenn seine Masse die Gesamtmasse aller anderen Körper in seinem Bahnbereich übertrifft, berücksichtigt, dass Pluto seinen Bahnbereich nicht in dem Maße von anderen Körpern geräumt hat. Als Maß für dieses Verhältnis ist die planetarische Diskriminante eingeführt worden. Als das größte Plutino entspricht Pluto eher der Rolle des Asteroiden (153) Hilda, des größten Mitglieds der Hilda-Gruppe. Hilda und mindestens 56 weitere Objekte bewegen sich ein Stück außerhalb des Hauptgürtels der Asteroiden analog in einem 2:3-Verhältnis zur in diesem Fall längeren Umlaufzeit des benachbarten Riesenplaneten.
Gleichzeitig wurde die Definition einer neuen Klasse von Planeten vorgeschlagen, der sogenannten „Plutonen“, zu der Planeten gehören sollten, die für einen Umlauf um den Stern länger als 200 Jahre brauchen, und zu der dann auch Pluto gehört hätte. Dieser Vorschlag für die Planetendefinition konnte sich auf der Generalversammlung jedoch nicht durchsetzen, sodass am 24. August 2006 durch Abstimmung die Entscheidung fiel, Pluto den Planetenstatus abzuerkennen und ihn in die neue Klasse der Zwergplaneten einzustufen. Die Klasse der Plutonen wurde zwar definiert (mit Pluto als Prototyp), blieb aber vorerst unbenannt, da die Bezeichnung als Plutonen wie auch andere Vorschläge verworfen wurde. Im Juni 2008 wurde für diese vorher unbenannte Unterklasse der Zwergplaneten die Bezeichnung „Plutoiden“ festgelegt.
Seit September 2006 hat Pluto die Kleinplanetennummer 134340. Eine solche eindeutige Nummer wird in der Regel fortlaufend vergeben, sobald die Bahn eines Asteroiden oder Zwergplaneten durch genügend viele Beobachtungen genau genug bekannt ist. Plutos Bahn war zwar schon lange hinreichend bestimmt, aber aufgrund seiner vorangegangenen Einstufung als Planet kam für ihn rund 76 Jahre lang keine Kleinplanetennummer in Frage. Die letzten vor Pluto entdeckten Asteroiden erhielten die Nummern 1143 und 1144.
2009 beschloss der Senat von Illinois, dem Heimatbundesstaat des Pluto-Entdeckers Clyde Tombaugh, Pluto weiterhin als Planeten zu betrachten. Nicht angenommen hingegen wurde ein entsprechender Resolutionsentwurf im Senat von Kalifornien, der u. a. damit begründet war, dass Pluto den gleichen Namen wie Kaliforniens berühmtester Trickfilmhund hat, dass die Änderung Millionen kalifornischer Schulbücher unbrauchbar machen würde und dass sie psychologische Schäden bei Kaliforniern verursachen werde, die ihren Platz im Universum in Frage stellen würden. Der NASA-Administrator Jim Bridenstine erklärte im Jahr 2019 ebenfalls, dass er Pluto weiterhin als Planeten betrachte.

## Sichtbarkeit

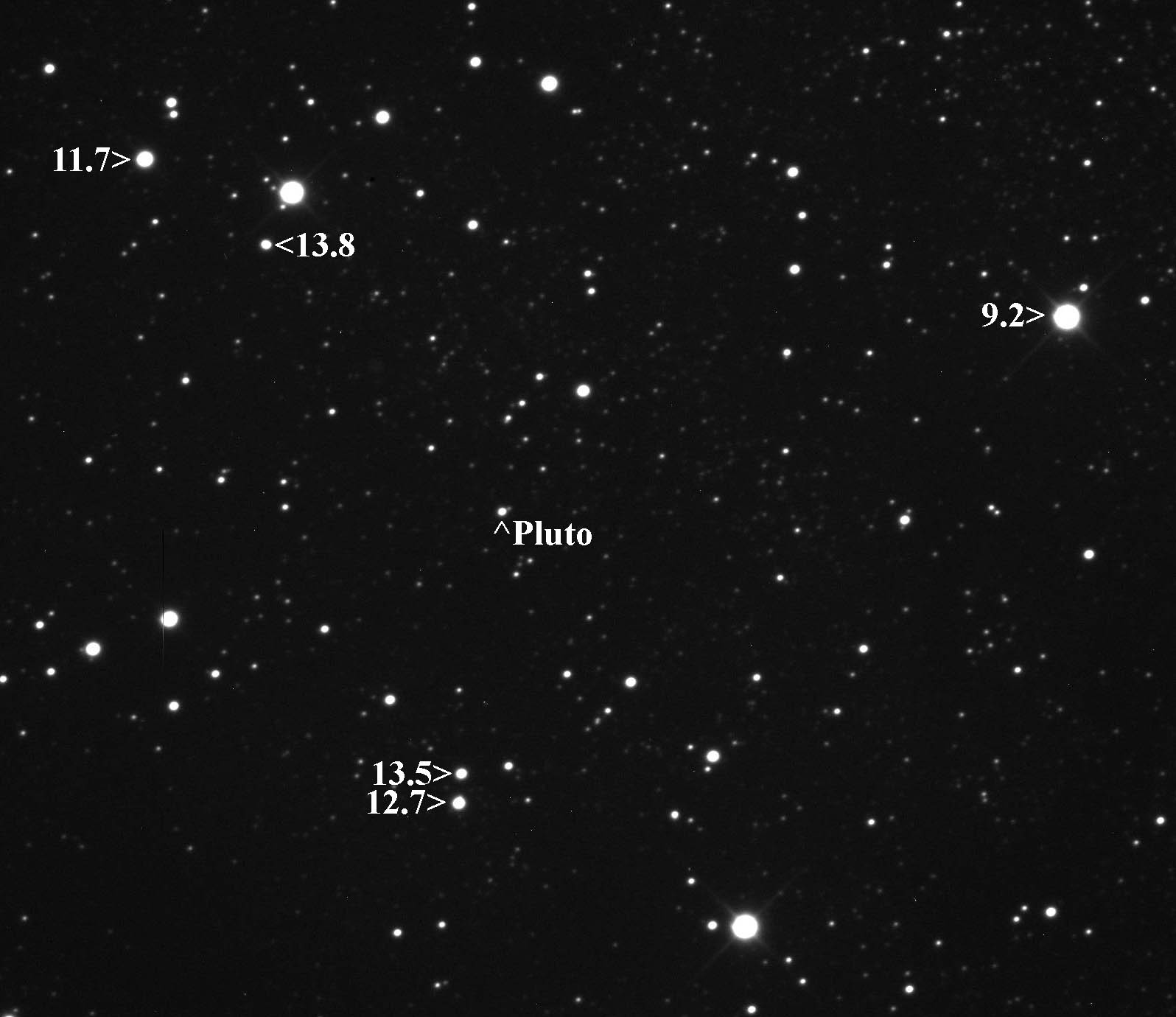
Pluto im Oktober 2009 mit einer scheinbaren Helligkeit von 14,1 mag

Um Pluto sehen zu können, ist ein Teleskop mit einer Öffnung von mindestens 200 mm nötig. Derzeit wandert er durch das Sternbild Steinbock. Da Pluto am 5. September 1989 das Perihel durchlaufen hat, entfernt er sich seither auf der elliptischen Umlaufbahn von der Sonne; daher finden aufeinanderfolgende Oppositionen bis zum Jahr 2113 bei zunehmend größerer Entfernung mit abnehmender scheinbarer Größe und abnehmender Helligkeit des Zwergplaneten statt.

## Rezeption
Schon vor der eigentlichen Entdeckung wurde von Astrologen über einen hypothetischen Planeten jenseits des Neptun spekuliert. Das Interesse hält seit der Entdeckung unvermindert an und wurde auch durch die Herabstufung Plutos zum Zwergplaneten nicht reduziert. Welche Rolle Pluto im Horoskop spielen und wie allgemein sein Einfluss zu charakterisieren sein soll, darüber hat sich unter Astrologen bislang allerdings kein Konsens etabliert.
Im Entdeckungsjahr 1930 erfand Disney den Zeichentrickhund Pluto, der nach dem neu entdeckten Himmelskörper benannt wurde. Im Jahr 1942 erhielt nach dem als Planet geltenden astronomischen Zuwachs das neue chemische Element 94 den Namen Plutonium. 1955 wurde der Pluto-Gletscher auf der antarktischen Alexander-I.-Insel nach dem astronomischen Objekt benannt. 2012 lief in den USA ein halbtauchendes U-Boot mit dem Namen des Zwergplaneten vom Stapel.
1987 erschien von Kim Stanley Robinson der Science-Fiction-Roman Die eisigen Säulen des Pluto, nach der Originalausgabe Icehenge von 1984. In ihm entdecken Raumfahrer Mitte des dritten Jahrtausends auf dem Pluto ein rätselhaftes, riesiges Monument aus Eis.
Im Jahr 2000 komponierte Colin Matthews als Ergänzung zur Orchestersuite The Planets (Die Planeten, 1914–1916) von Gustav Holst den achten Satz Pluto, the Renewer (Pluto, der Erneuerer).
Am 29. März 2024 wurde Pluto zum offiziellen Staatsplaneten des US-Bundesstaates Arizona ernannt.

## Dokumentarfilme
- Zwergplanet Pluto – Entdeckung einer fernen Welt. TV-Dokumentation in HD von Alastair Duncan, Original-Titel: Pluto – Back From the Dead. GB 2020, deutsche Bearbeitung: ZDF 2020, zuletzt ausgestrahlt auf ZDFinfo am 27. April 2022.
- Kopernikus - Rätsel der Galaxis - Der Zwergplanet Pluto. TV-Dokumentation in HD, USA 2018, deutsche Synchronfassung, ServusTV 2019.